# Joseph-Niklas zu Windisch-Graetz
Joseph Ludwig Nikolaus Graf von Windisch-Graetz, Freiherr von Waldstein und Thal, genannt Joseph-Niklas zu Windisch-Graetz (* 6. Dezember 1744 in Wien; † 24. Januar 1802 in Štěkeň) war Dienstkämmerer der österreichischen Erzherzogin Marie-Antoinette. Er entstammte dem Haus Windisch-Graetz.

## Leben
Joseph-Niklas zu Windisch-Graetz war der Erbe seines Großvaters Graf Leopold Johann Victorin Windisch-Graetz (1686–1746). Jedoch war der Nachlass stark überschuldet, weshalb er 1755 Schloss Roth-Lhotta in Südböhmen und 1756 die Herrschaft Trautmannsdorf an der Leitha in Niederösterreich verkaufen musste. 
Joseph-Niklas zu Windisch-Graetz war in erster Ehe verheiratet mit Maria Josepha Reinharda Raimunda Gräfin Erdődy (5. April 1748–10. April 1777), in zweiter Ehe mit Maria Franziska Leopoldine Prinzessin von Arenberg (31. Juli 1751–26. August 1812), die er am 30. August 1781 in Brüssel heiratete. 
Sie war eine Tochter des sehr vermögenden Herzogs Karl Maria Raimund und ermöglichte ihm den Ankauf der böhmischen Herrschaften. Er erwarb am 12. Mai 1781 von Ernestine, der Witwe von Adam Philipp Losy von Losinthal, deren gesamtes Erbe, dazu gehörten die westböhmische Herrschaft Tachau mit zahlreichen Ortschaften, wo er später die Eisenhütte Lučina und den Wildpark Obora gründete, Schloss Ctěnice bei Prag und im südlichen Böhmen Schloss und Herrschaft Steken samt dem Gut Mladiegowitz (Mladejovice). Ab 1787 ließ das Ehepaar das Tachauer Schloss klassizistisch umgestalten. Hier gründete er auch das umfangreiche Familienarchiv, das seine Nachkommen später in dem nach der Säkularisation erworbenen Kloster Kladrau unterbrachten.
 Kinder 
- Ludwig Robert (* 1782; † 1783).
- Alfred Candidus Ferdinand (* 11. Mai 1787 in Brüssel; † 21. März 1862 in Wien) ⚭ Marie Eleonore Philippine Luise zu Schwarzenberg; 1804 in den Fürstenstand erhoben.
- Weriand Alois Leopold Ulrich Johann Paul (* 1790; † 1867) ⚭ 1812 Eleonore Karolina von Lobkowicz; 1822 in den Fürstenstand erhoben.
- Sophie Luise Wilhelmine (* 1784; † 1848) ⚭ 1799 Karl Thomas zu Löwenstein-Wertheim-Rosenberg.

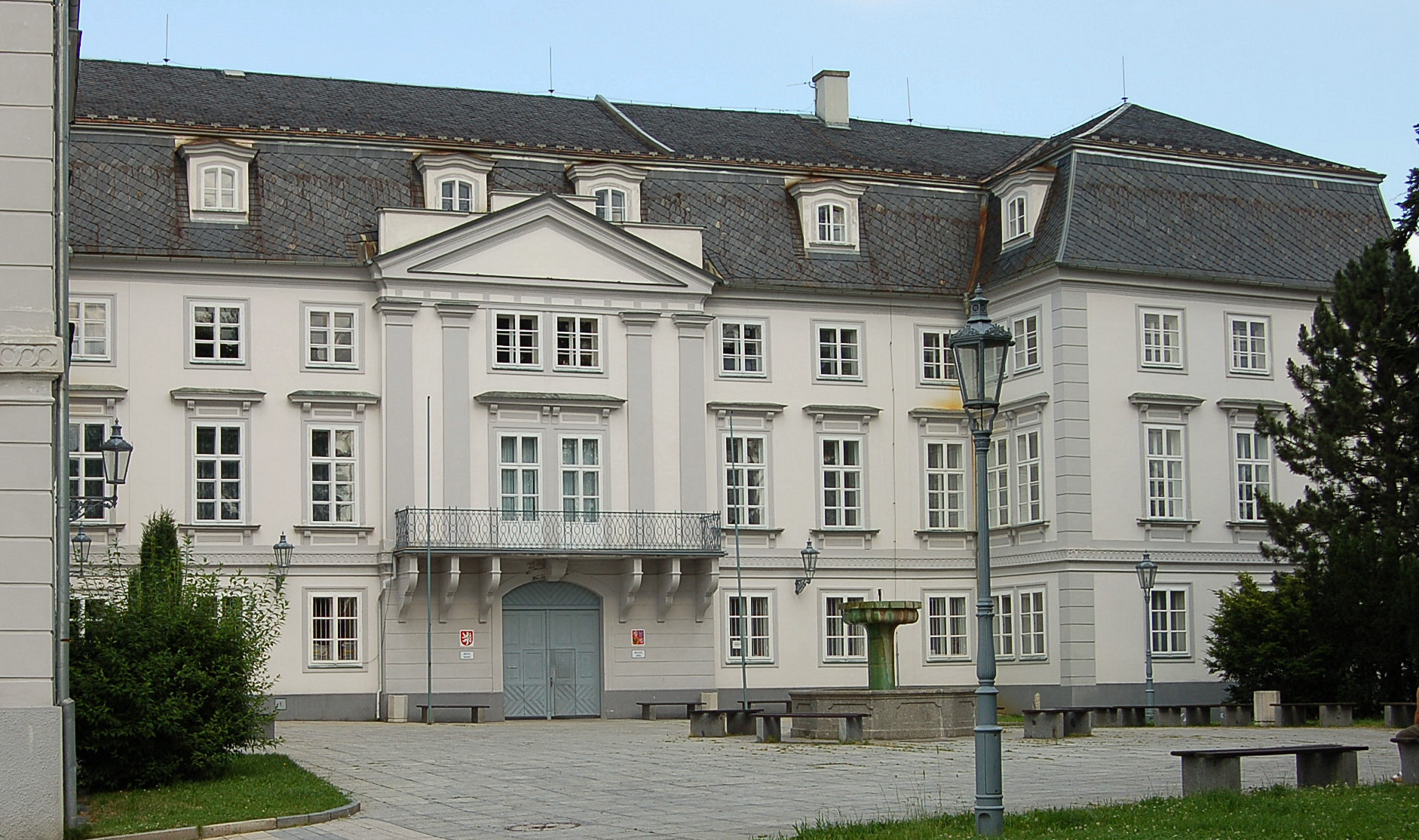
Schloss Tachau, Westböhmen
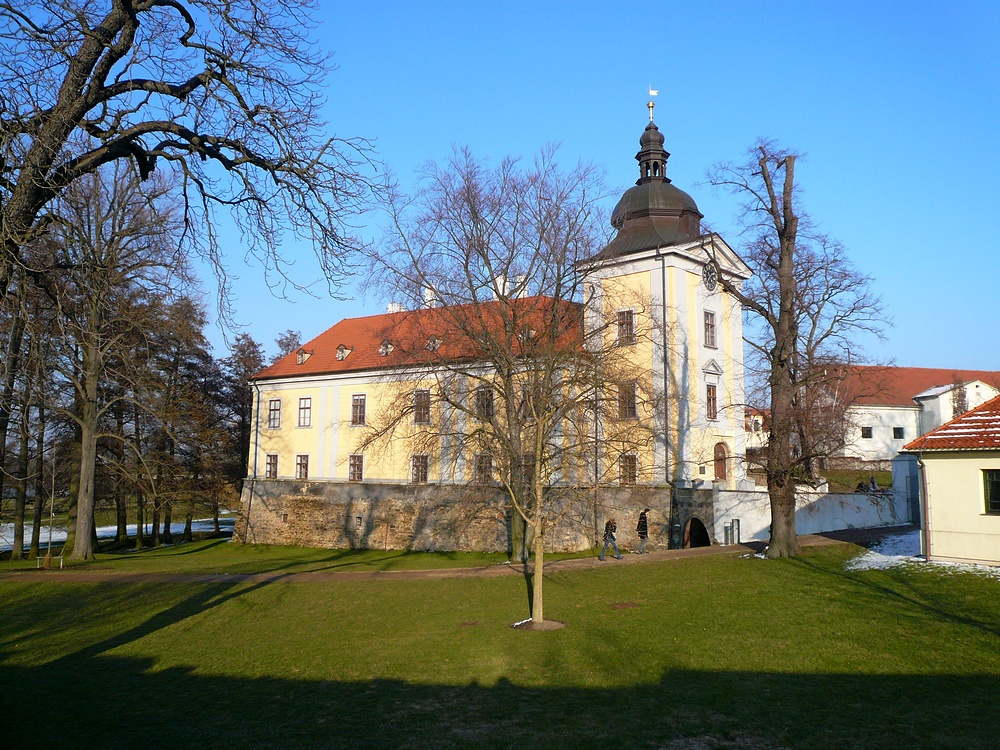
Schloss Ctěnice bei Prag
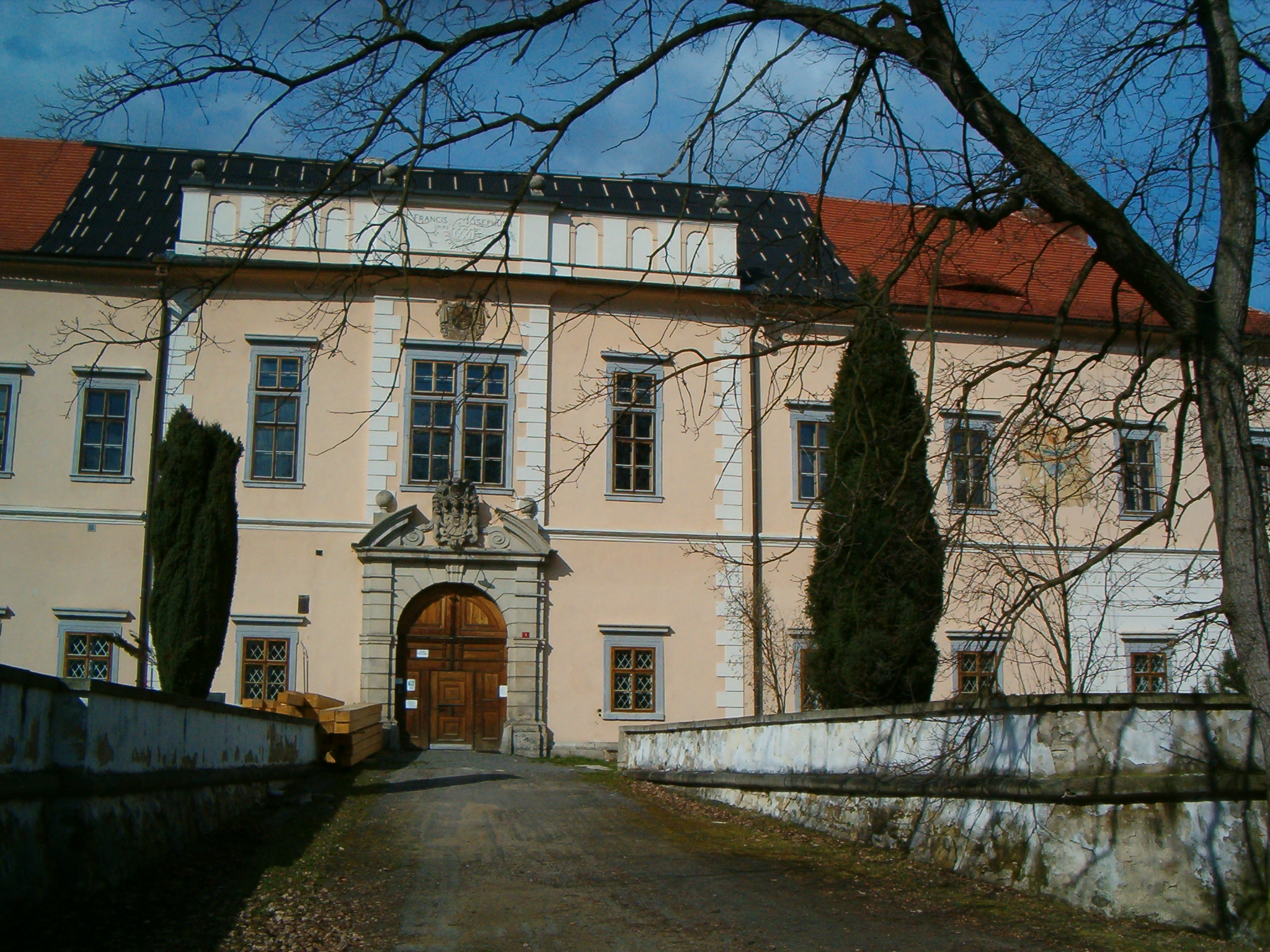
Schloss Štěkeň, Südböhmen